# ジャーニー・トゥ・ファンタジースプリングス
ジャーニー・トゥ・ファンタジースプリングス（英: Journey to Fantasy Springs）は、東京ディズニーシーのテーマポート「ファンタジースプリングス」のテーマソングである。作詞・作曲はネイサン・パジェット、歌唱はレイチェル・ポッターが担当した。2024年4月9日にボーカル版とインストゥルメンタル版を含むデジタルシングルとして配信され、同年6月19日にウォルト・ディズニー・レコードよりCDが発売された。この楽曲はファンタジースプリングスの世界観である「魔法の泉が導くディズニーファンタジーの世界」を象徴するメロディとして制作されており、新エリアのプロモーション映像やパーク内の特別公演で使用されている。

## 概要
「ジャーニー・トゥ・ファンタジースプリングス」は、東京ディズニーシーに2024年に登場したテーマポート「ファンタジースプリングス」のために書き下ろされた楽曲である。タイトルは直訳すると「ファンタジースプリングスへの旅」であり、その名の通り新エリアへ誘う冒険心と幻想性を込めたテーマソングとなっている。作曲・作詞を手掛けたネイサン・パジェットは、ディズニーパーク音楽の分野で長年活動してきた作曲家であり、本楽曲でも作曲と歌詞の双方を担当した。ボーカルを務めるレイチェル・ポッターはアメリカ出身の歌手で、ウォルト・ディズニー・ワールドでのパフォーマーやブロードウェイ女優としての経歴を持つ人物である。
楽曲は2024年4月9日にデジタル配信が開始され、ボーカル版（Track01）とインストゥルメンタル版（Track02）の2曲が収録された。このデジタルシングルはファンタジースプリングスのテレビCMや事前開催の水上グリーティング「“ファンタジースプリングス”スペシャルグリーティング」で楽曲が流れ始めたのに合わせてリリースされ、新エリア開業前から注目を集めた。6月6日のファンタジースプリングス開業に先立ち、6月19日にはCDシングル（品番：UWCD-6061）が一般発売されている。楽曲はパーク内では新ポート全体のテーマ音楽として位置づけられ、エリア紹介映像や関連イベントで繰り返し使用されている。

## 作曲過程と意図

### 作曲の経緯
「ジャーニー・トゥ・ファンタジースプリングス」の作曲は、ウォルト・ディズニー・ワールドで音楽プロデューサーを務めるダン・スタンパーが主導し、彼から依頼を受けたネイサン・パジェットが担当することになった。パジェットは東京ディズニーシーのショー音楽「ソング・オブ・ミラージュ」や「フェスティバル・オブ・ミスティーク」などにも作曲陣の一人として関わった実績があり、ディズニーパークの音楽制作に精通した作曲家である。新エリアのテーマソング制作にあたり、彼はディズニーから提供された詳細なクリエイティブコンセプトや完成予想図などの資料を基に作業を進めた。まだ完成前のエリアであったが、充実したビジュアル資料と説明のおかげで、エリアにふさわしい音楽イメージを掴むことができたと述べている。

### コンセプトとテーマとの結びつき
楽曲のコンセプトは「魔法の泉が導くディズニーファンタジーの世界」を音楽で表現することである。ファンタジースプリングスには『アナと雪の女王』『塔の上のラプンツェル』『ピーター・パン』の物語をテーマにした3つのエリアが存在し、それぞれ「冒険」「魔法」「ファンタジー」という共通のテーマで結ばれている。パジェットはこれらの物語世界に想像力をかき立てられながら曲作りを行い、歌詞にも「冒険」「魔法」「ファンタジーへのときめき」といった要素を盛り込んだ。例えば歌詞には新しいおとぎ話の世界へ踏み出す高揚感や、「魔法の泉でこれから出会う物語への期待」に胸が躍る想いが綴られており、ファンタジースプリングスでゲストが体験する冒険と夢へのワクワク感を表現している。楽曲冒頭のメロディは東京ディズニーシーらしい美しく透明感のある「水」を感じさせる音色で始まり、湧き出た泉の水が3つのエリアへと広がり新たな物語へ繋がっていく光景が目に浮かぶような展開となっている。このように音楽的にも歌詞的にも、ファンタジースプリングス全体を一つに結ぶテーマ性が意図されている。

### 音楽的アプローチと影響
パジェットは楽曲制作においてディズニーが提示した世界観の明確さに助けられたと語っており、強固なコンセプトがあったおかげでメロディと歌詞を組み合わせてエリアの世界観を力強く描くことができたと述べている。作曲時には、曲の展開を「儚い感じで始まり、最後は壮大に歌い上げる」というクラシックなディズニースタイルに仕上げることを狙った。静かなイントロから徐々に盛り上がりを増し、クライマックスでは非常に長いサスティン（伸ばし音）で壮大なフィナーレを迎える構成は、「実にディズニーらしい」と本人も感じている。このような楽曲のダイナミクス（強弱と盛り上がり）の付け方は、過去のディズニー映画音楽やテーマパークのアンセムにも通じる伝統と言える。パジェット自身、幼少期からディズニー作品に親しんできた世代であり、その音楽マジックの系譜に連なる楽曲を作り上げたいという想いがあったと考えられる。

### 作曲プロセスと工夫
パジェットは「ジャーニー・トゥ・ファンタジースプリングス」の主要なメロディを、ピアノに向かって約1時間ほどで書き上げたと明かしている。曲の核となる部分は比較的短時間で着想できたものの、その後のデモ制作や編曲の調整には数日間を要したという。彼は自宅のコンピュータで高品質なデモ音源を作成し、制作過程でメロディや歌詞の微調整を重ねていった。デモには実際の歌手の歌声を入れることもあり、本楽曲では早い段階からレイチェル・ポッターに仮歌を依頼している。デモ制作段階ではパジェットの妻がヴァイオリンを演奏し本人がトランペットを吹くなど、自前で楽器録音を加えることもあったと述べており、限られた時間の中で豊かなサウンドを作り出す工夫がなされた。完成した楽曲は、パークのイメージや各アトラクションとも高い親和性を持つものとなり、聴く者の想像力を掻き立ててファンタジースプリングスの物語世界へ引き込むことを意図している。

## 歌唱の背景

### 起用の経緯
レイチェル・ポッターは本楽曲のボーカリストに抜擢される以前から、ネイサン・パジェットと頻繁に協力してデモ録音を行っていた。同じフロリダ州オーランドに拠点を置くパジェットとは共通の知人を通じて知り合い、それ以来パーク向けの新曲デモ制作のたびに声が掛かる関係であったという。今回もパジェットから「この曲を歌ってほしい」と直接依頼され、プロジェクトへの参加が決まった。さらに、この楽曲のミュージック・ディレクター兼プロデューサーであるダン・スタンパーともポッターは過去に仕事をしたことがあり、彼女がディズニーのパークミュージックの分野で培った経験が買われた形となった。実際、ポッターは若い頃にウォルト・ディズニー・ワールド・リゾートでキャスト（出演者）として5年間にわたり『リトル・マーメイドの旅』のアリエル役を務めたほか、「ファインディング・ニモ：ザ・ミュージカル」でニモ役のパペット操作と歌唱を担当するなど、複数のショーに出演した経歴を持つ。こうしたディズニーパークでの豊富なパフォーマンス経験と歌唱力が評価され、本テーマソングの歌い手に起用されたと考えられる。

### 歌唱アプローチと解釈
レコーディングに際し、ポッターは作曲者パジェットと音楽プロデューサーのスタンパーと共に事前セッションを行い、楽曲に求められる表現について綿密に打ち合わせをした。彼らはポッターの個性を活かすことを望み、彼女ならではの解釈や声質を積極的に取り入れる姿勢を示したという。ポッターは「どんな歌い手にもその人ならではの声色がある」と述べ、自身の声色や表現を楽曲に反映させることを心がけた。具体的には、「同じ音符を歌うにも笑顔で歌うかどうか、特定の単語を強調するかなどの微妙な選択でトーンが変わる」と説明しており、たとえば「fairy」という単語にアクセントを置くか、「beginning」に置くかといった細部まで議論しながら録音に臨んだ。このような小さな決定の積み重ねが最終的に大きな違いを生むため、細部にまで神経を配って歌唱プランを練り上げている。
ポッターは「ジャーニー・トゥ・ファンタジースプリングス」の楽曲について、「琴線に触れるメロディーを持っており、セリーヌ・ディオンの名バラードを彷彿とさせるオーケストラ伴奏の壮大な曲」と評している。オーケストラをバックに高らかに歌い上げるメロディーラインは非常に感情的で、聴く人の心を揺さぶる力があると感じたという。彼女自身、このようなエモーショナルでマジカルな楽曲を歌う機会を得られたことを光栄に思うと同時に、本曲が持つファンタジーや驚き、ワクワク感がディズニーの新エリアにふさわしいと語っている。「パーク内に新しいエリアがオープンし、誰もがディズニーの新たな冒険に胸を躍らせている。その気持ちにこの曲はぴったり寄り添っている」と述べており、歌詞とメロディーから感じ取れる希望や高揚感を大切に表現したことが窺える。

### 収録時のエピソードとディズニーとの関わり
ポッターによれば、レコーディング当日はパジェットから細かな指示を受ける必要もないほど順調に進んだという。スタジオに入ると彼女は即座に曲の意味を理解し、求められる歌唱を完璧に披露したため、作曲者としても「まさに適任」で期待以上の出来栄えだったと振り返られている。ポッターにとっても、本格的なディズニーテーマパークのテーマソングを歌うことは長年の夢の一つであり、自身のキャリアの中でも大きな出来事となった。彼女は過去に日本に居住していた経験もあり（2008年～2009年）、日本のディズニーファンに自分の歌声を届けられたことを特に嬉しく思っていると語っている。なお、楽曲初公開当初は歌唱者の名前が公式には明かされておらず、その澄んだ歌声の主に注目が集まっていた。2024年8月、米国アナハイムで開催されたD23 Expoのステージ上でポッター本人が本曲の一節を歌唱し、自身がテーマソングのシンガーであることを明かす一幕があった。その後、ポッターは自身のSNSでも「That's me!（私が歌っています）」とファンに報告し、歌手名が判明するやいなや国内外のディズニーファンから祝福と称賛の声が寄せられた。

## 制作の舞台裏

### スタッフと役割
「ジャーニー・トゥ・ファンタジースプリングス」の制作には、多くの音楽スタッフが携わった。作曲・作詞を担当したネイサン・パジェットに加え、東京ディズニーリゾートのエンターテインメント音楽を統括するダン・スタンパーがミュージック・プロデューサー/ディレクターとしてプロジェクトを指揮した。スタンパーは適任の作曲家や歌手を起用し、楽曲の方向性を定める重要な役割を担った。編曲（オーケストレーション）にはティム・ハインツが参加し、パジェットのピアノメロディーをもとに壮大なオーケストラアレンジを施している。ハインツはディズニー音楽の編曲者として実績があり、本曲でもストリングスやブラス、コーラスなどを効果的に配置することで、楽曲に深みと広がりを与えた。

### オーケストラ録音と技術
楽曲のバックトラックはフルオーケストラによって演奏・録音された。透明感のある女性ボーカルと対比するように、荘厳かつダイナミックなオーケストラサウンドが響き渡り、聴き手をディズニーのファンタジー世界へ誘う仕上がりとなっている。録音はスタジオで行われ、各パートが丁寧に収録・ミキシングされた。パジェットは作曲段階で作成したコンピュータデモをベースにしつつ、最終的には生の管弦楽演奏とポッターの力強いボーカルを組み合わせて楽曲を完成させた。この過程で特筆すべきは、ディズニーの音楽制作ならではの緻密さである。例えば前述のとおりボーカル録音時には一音一音のニュアンスまで議論され、作曲家・プロデューサー・歌手の三者が理想の表現を追求した。さらに、パークでの多目的な活用を見据えてインストゥルメンタル版も同時に制作されており、ショーやBGMとしてボーカルなしでも成立するよう配慮されている。これはディズニーパークの音楽制作においてよく見られる手法で、テーマソングの旋律を様々なアレンジで園内に散りばめることで、エリア全体の一体感を高める狙いがある。

### ディズニー音楽制作の特徴
ディズニーならではの要素として、楽曲が持つ物語性と技術的クオリティの両立が挙げられる。本曲の制作では、映画音楽さながらのオーケストラ録音や最新のデジタル技術を駆使した音作りによって、臨場感豊かなサウンドが実現した。同時に、作曲者とパーク側クリエイターの密接な連携により、エリアのバックグラウンドストーリーやテーマカラーが音で表現されている。例えば水がモチーフのエリアであることから、音響面でも残響や旋律の揺らぎに工夫が凝らされ、水面のきらめきや湧き出す泉のイメージが連想されるようになっている。また、ディズニーパークの音楽はゲストの体験と密接に結びつくよう設計されており、「ジャーニー・トゥ・ファンタジースプリングス」も新エリアでの冒険の始まりを彩る重要な要素として位置づけられている。これらの舞台裏における創意工夫と高い制作基準が、本楽曲を単なる宣伝曲に留まらないパーク体験の一部へと昇華させている。

## 楽曲の構成と音楽的特徴
「ジャーニー・トゥ・ファンタジースプリングス」は、ディズニーのバラード調テーマソングの伝統を踏襲しつつ、新エリア独自の雰囲気を持った楽曲である。調性はメジャーキー（長調）で、穏やかなテンポから始まり次第にテンポ感と音量を増していく構成になっている。曲はイントロ→ヴァース（Aメロ）→ブリッジ（Bメロ）→サビ→中間部→サビというような典型的なポップスの構成を基盤にしているが、後半にかけてオーケストラが厚みを増し、サビのリフレインでは転調（キーの上昇）によってさらなる盛り上がりが演出されている。冒頭のイントロダクションは静かで神秘的な雰囲気を湛え、東京ディズニーシーの美しい水辺を思わせる透明感ある音色で幕を開ける。やがてピアノやストリングスのアルペジオに乗せてメインメロディーが奏でられ、ボーカルが加わるにつれて曲は徐々にダイナミックさを増していく。サビ部分では4分の4拍子の堂々としたリズムに乗せて力強い旋律が歌われ、聞き手の心を高揚させる。特に最後のサビでは、ボーカリストのレイチェル・ポッターが非常に長いロングトーンを響かせてクライマックスを築き上げており、パジェット自身「すごく長くて壮大なエンディングに仕上がっている」と太鼓判を押すほどの印象的なフィニッシュとなっている。
音楽的特徴としてまず挙げられるのは、その壮大なオーケストレーションである。編成にはフル・オーケストラの弦楽セクション、木管・金管楽器、打楽器が用いられ、曲の後半に進むにつれてブラスの力強い和音や打楽器のアクセントが加わりスケール感を増していく。一方で、序盤や間奏ではハープやフルートによる繊細なフレーズも配置され、幻想的で優美な雰囲気を醸し出している。コーラス（合唱）に関しては、本曲は基本的にソロボーカル曲であるものの、サビの後ろで重ねられたバックボーカルやエコー効果により厚みが与えられている。ポッターの歌声はクリアで伸びやかであり、低音域では柔らかく語りかけるように、高音域では力強く響き渡るように歌唱されている。彼女の声質は楽曲の持つ「澄んだ水」のイメージと合致しており、オーケストラの洪水に埋もれることなく楽曲の軸として聴き手に訴えかける。楽曲のキー（調）はディズニーの明るい作品でよく用いられる長調で、音階や和音進行も耳馴染みの良いポップス/ミュージカル調となっている。ただし途中にはサブドミナントマイナーや転調など変化をつけるコード進行も織り交ぜられ、物語性を感じさせるドラマチックな和声展開が特徴的である。
歌詞の面では、英語歌詞で全編が構成されている（タイトルも英語表記）。内容は新たな物語への旅立ちと、自身の中に眠る夢が目覚めていく様子を描いており、「A fairytale beginning, your dream is taking flight」という印象的なフレーズに象徴されるように「おとぎ話の始まり」への高揚感が表現されている。サビでは「Look inside, what story will you find? (さあ自分の心を覗いて、どんな物語を見つけるの？)」と問いかけるような歌詞が登場し、ゲスト自身が紡ぐ物語への参加を促している。楽曲の最後にはタイトルにもなっている「In the waters of Fantasy Springs」（ファンタジースプリングスの水の中で）という一節で締めくくられ、新エリアの象徴である「泉」と楽曲が強く結びつけられていることがわかる。このように、メロディー・ハーモニー・歌詞のすべてが一体となってファンタジースプリングスのテーマ「冒険・魔法・ファンタジー」を体現している点が、本楽曲の最大の特徴である。

## 楽曲の評価と反響
「ジャーニー・トゥ・ファンタジースプリングス」は、公開直後からディズニーファンやメディアから高い評価を受けた。新テーマポートのCMソングとして初めて耳にした人々の間で「メロディーが美しい」「心に沁みる」と話題になり、配信開始と同時に多くの反響が寄せられた。作曲者のネイサン・パジェットの元には日本のファンからSNSやメールで感想が届き、「ファンタジースプリングスの世界に引き込まれるオープニングが好き」「子どもがすごく気に入っている」といった声が寄せられたという。徐々に盛り上がっていくディズニーらしい展開や壮大なエンディングについて称賛する意見が多く、本楽曲はパーク音楽の新たな名曲との評価が定着した。
2024年6月6日に東京ディズニーシーでファンタジースプリングスがグランドオープンを迎えると、現地で初めてフルで楽曲を聴いたファンやゲストからも感動の声が上がった。あるファンは「実際にパークでこの曲を聴いた時、感動で自然と涙が溢れてきた」と語り、隣にいた他のゲストも号泣していたと伝えている。SNS上でも「聞くたびに涙腺が刺激される」「新エリアの雰囲気に完璧にマッチしている」など好意的なコメントが多数投稿された。開業当初は歌い手が明かされていなかったこともあり、「一体誰が歌っているのか」と憶測を呼んだが、前述のD23 Expoでレイチェル・ポッター本人が登場し歌唱者が判明すると、その透き通った歌声の持ち主に対して賞賛の声がさらに高まった。ポッターの経歴が明らかになると、「ディズニーパークのプリンセス役を務めた彼女がテーマソングを歌うなんて胸熱」「長年の夢を掴んだ彼女のストーリー自体が感動的だ」といった反応も見られた。
メディアからも本楽曲は好意的に受け止められている。Billboard JAPANは本曲を「ディズニーファン必聴の話題の楽曲」と紹介し、作曲家へのインタビューを通じてその音楽マジックの秘密に迫った。また、Dtimesなどの国内ディズニー情報サイトも楽曲の魅力や制作エピソードを詳しく伝え、ファンの期待を大いに高めた。音楽評論的には、「東京ディズニーシーの音楽ならではの壮大で美しいメロディーが印象的」であり、「ディズニーパーク音楽の伝統に新たなページを加える名曲」と評価されている。
「ジャーニー・トゥ・ファンタジースプリングス」はその後も様々な場面で活用されている。テレビCMや公式プロモーション映像での使用はもとより、パーク内のナイトタイムエンターテイメントやセレモニーで楽曲のフレーズが流用されることがある。一般開放前のスペシャルプログラム「ドリーミング・オブ・ファンタジースプリングス」では水上グリーティングのテーマ曲として本曲がフィーチャーされ、ミッキーマウスとミニーマウスが静かなメロディに導かれて登場する演出が行われた。この期間限定のグリーティングを鑑賞したゲストは、新エリアへの期待感が最高潮に高まったと報じられている。また、パーク外のイベントでは東京ディズニーリゾート40周年記念関連企画やディズニーファンイベントなどでBGMに用いられる例があり、汎用性の高いテーマ曲として機能している。
さらに、本楽曲はファンタジースプリングスのプロモーション以外にも波及効果を生んでいる。多くのファンが自分で撮影したパーク映像や写真に「ジャーニー・トゥ・ファンタジースプリングス」をBGMとして重ねてSNSに投稿しており、ファンメイドの動画やコンテンツでも頻繁に用いられるようになった。こうした二次的な広がりによって楽曲自体が一種のプロモーションツールとなり、ファンタジースプリングスの存在と魅力をより多くの人々に伝えている。また2024年9月には、本曲を含むファンタジースプリングス関連の音楽を収録した公式アルバム『ファンタジースプリングス・ミュージックアルバム』が発売され、パーク音楽ファンにとって貴重なコレクションとなった。このアルバムでも「ジャーニー・トゥ・ファンタジースプリングス」は目玉の一つとして紹介されており、昼夜アレンジや組曲形式でモチーフが使用されるなど、その旋律は新エリアの象徴的なテーマとして様々な形で生かされている。